# Хмизникова (гора)
Хмизникова — гора висотою 2800 м у північній частині вершин Скейдснутан, хребет Бетехтіна, у горах Гумбольдта Землі Королеви Мод, Антарктида. Вперше була виявлена і зображена на аерофотознімках Третьою німецькою антарктичною експедицією, 1938–1939 рр. Гора була позначена на карті на основі аерофотографій і оглядів Шостою Норвезькою антарктичною експедицією, 1956–1960 рр., перекартований Радянською антарктичною експедицією, 1960–1961 рр., і названа на честь радянського гідрографа П.К. Хмизникова.